# Kees de Leeuw
Kees de Leeuw (Utrecht, 1963) is een Nederlandse schrijver van non-fictie. Hij studeerde in 1980-83 aan de Bibliotheek en Documentatie Academie in Amsterdam en is medewerker van de Universiteitsbibliotheek Utrecht. 
Kees de Leeuw beschrijft bij voorkeur personen en zaken waarover weinig bekend is. Hij schreef biografieën van Jakob van Schevichaven, bekend als Nederlands eerste professionele detective-auteur Ivans (2004), de dirigent Paul van Kempen (2007) en de cellist, componist en dirigent Henri van Goudoever (2016). Daarnaast publiceerde hij in 2008 Goena-goena en slinkse wegen, met als onderwerp de Nederlands-Indische misdaadroman en in 2019 een boek over Russische misdaadromans.